# Кондрашин Юрій Олексійович
Ю́рій Олексі́йович Кондра́шин (нар. 23 грудня 1957) — радянський футболіст, що грав на позиції захисника. По завершенні ігрової кар'єри — футбольний тренер.
Відомий насамперед виступами за футбольний клуб «Волинь», який на час виступів футболіста мав назву «Торпедо». У складі команди був одним із кращих захисників у 80-х роках ХХ століття, та одним із рекордсменів клубу за числом проведених матчів у чемпіонатах СРСР (258 матчів у чемпіонатах СРСР у другій лізі — 12 місце серед гвардійців клубу). По закінченні футбольної кар'єри — український футбольний тренер.

## Клубна кар'єра
Юрій Кондрашин розпочав свою футбольну кар'єру «Зоря» (Ворошиловград) у 1976 році, але в основному складі команди не закріпився, і виступав виключно за дублюючий склад команди. Наступною командою молодого захисника стало луцьке «Торпедо», у якому Кондрашин дебютував у 1979 році, і відразу ж став одним із основних гравців команди, відігравши у дебютному сезоні 43 матчі за луцький клуб. Саме у цьому клубі він провів більшу частину своєї кар'єри гравця, зіграв у сумі 258 матчів у чемпіонатах СРСР, що натепер є 12 показником серед усіх футболістів «Волині». У Луцьку Юрій Кондрашин виступав до закінчення сезону 1984 року. Після завершення виступів за футбольні команди майстрів Кондрашин грав за аматорські клуби Волині та Луганської області. У сезоні 1995—1996 року Юрій Кондрашин виступав також за футзальний клуб «Іскра» з Луганська у Кубку України.

## Тренерська кар'єра
По завершенню виступів на футбольних полях Юрій Кондрашин розпочав кар'єру тренера. Тривалий час колишній футболіст працює дитячим тренером у Луганському вищому училищі фізичної культури, його вихованцями є ряд відомих молодих українських та російських футболістів.